# Malmköpings köping
Malmköpings köping var en tidigare kommun i Södermanlands län.

## Administrativ historik
Malmköping blev 3 februari 1785 första (inom Sveriges nuvarande gränser) friköping inom (Lilla) Malma socken. Orten var sedan en av åtta köpingar som år 1863 ansågs vara en sådan betydelse att den kunde bilda egen kommun. Vid kommunreformen 1952 inkorporerades Dunkers landskommun och Lilla Malma landskommun. 1971 uppgick köpingen i den nybildade Flens kommun.
I kyrkligt hänseende hörde köpingen till Lilla Malma församling, före 1940 benämnd Malma församling.  Den 1 januari 1952 tillkom Dunkers församling.

## Kommunvapen
Blasonering: Delat av guld, vari en uppstigande svart grip med röd beväring, och svart vari två korslagda nycklar av guld med skaften riktade uppåt och axen nedåt.
Vapnet fastställdes för Malmköpings köping år 1938, men lär ha äldre anor. Dess formella giltighet upphörde vid sammanläggningen med Flens kommun, men det används fortfarande lokalt, vanligen i form av vapenbaner.

## Geografi
Malmköpings köping omfattade den 1 januari 1952 en areal av 221,94 km², varav 203,66 km² land. Efter nymätningar och arealberäkningar färdiga den 1 januari 1961 omfattade köpingen samma datum en areal av 219,42 km², varav 203,17 km² land.

### Tätorter i köpingen 1960
I Malmköpings köping fanns tätorten Malmköping, som hade 1 861 invånare den 1 november 1960. Tätortsgraden i köpingen var då 51,0 procent.

## Politik

### Mandatfördelning i valen 1938-1966
| 10 | 4 | 6 |

| 18 |

| 10 | 10 |

| 17 | 3 |

| 10 | 10 |

| 18 |

| 17 | 8 | 7 | 3 |

| 28 | 7 |

| 16 | 7 | 6 | 6 |

| 29 | 6 |

| 15 | 7 | 6 | 7 |

| 27 | 8 |

| 16 | 2 | 7 | 5 | 5 |

| 29 | 6 |

| 15 | 9 | 6 | 5 |

| 27 | 8 |